# Масуяма, Эйко
Эйко Масуяма (яп. 増山江威子 Масуяма Эйко, 22 апреля 1936, Синагава — 20 мая 2024, Токио) — японская сэйю.
Умерла 20 мая 2024 года от пневмонии в возрасте 88 лет.

## Позиции в Гран-при журнала Animage
- 1979 год — 12-е место в Гран-при журнала Animage, в номинации на лучшую женскую роль[5];
- 1980 год — 15-е место в Гран-при журнала Animage, в номинации на лучшую женскую роль[6];
- 1981 год — 18-е место в Гран-при журнала Animage, в номинации на лучшую женскую роль[7];
- 1982 год — 17-е место в Гран-при журнала Animage, в номинации на лучшую женскую роль[8]

## Роли в аниме
- 1967 год — Gokuu no Daibouken (Тацуко);
- 1968 год — Сказки Андерсена — Фильм (Карен, дочь бургомистра);
- 1968 год — Кайбуцу-кун (ТВ-1) (Кайко-тян);
- 1969 год — Attack No. 1 (Сатоми Ёсимура / Кёко Макимура);
- 1971 год — Doubutsu Takarajima (Гран);
- 1971 год — Люпен III (ТВ) (Катрин (эп. 14));
- 1973 год — Yama Nezumi Rocky Chuck (Полли);
- 1973 год — Panda no Daiboken (Тончи);
- 1973 год — Милашка Хани (Хани Кисараги / Милашка Хани);
- 1974 год — Chiisana Viking Vicke (Голос за кадром);
- 1975 год — Ganba Bouken Tachi (Орю);
- 1975 год — Arabian Nights: Sindbad no Bouken (1975) (Сугар);
- 1976 год — Кругосветное путешествие Кота в сапогах (Сюзанна);
- 1977 год — Принцы-лебеди (Эльза);
- 1977 год — Люпен III: Часть II (ТВ) (Фудзико Минэ);
- 1978 год — Captain Future (аниме) (Джоан Рэндел);
- 1978 год — Люпен III: Тайна Мамо (фильм первый) (Фудзико Минэ);
- 1979 год — SF Saiyuuki Starzinger II (Профессор Китти);
- 1979 год — Люпен III: Замок Калиостро (фильм второй) (Фудзико Минэ);
- 1980 год — Достичь Терры (фильм) (Компьютер Терраз N5);
- 1980 год — Кайбуцу-кун (ТВ-2) (Кайко-тян);
- 1981 год — Доктор Сламп (ТВ-1) (Рибон-тян);
- 1981 год — Д'Артаньгав и три пса-мушкетера (Миледи);
- 1982 год — Королева Тысячелетия — Фильм (Вечный Консьерж);
- 1982 год — Boku Pataliro! (Бьорн);
- 1982 год — Тыквенное вино (ТВ) (Комати);
- 1982 год — Аркадия моей юности — Фильм (Ведьма);
- 1983 год — Альпийская история: Моя Аннетт (Франсин);
- 1983 год — Paman (1983) (Сумирэ Хосино (Паако));
- 1984 год — Люпен III: Часть III (ТВ) (Фудзико Минэ);
- 1984 год — Shounen Keniya (Юко Мураками);
- 1984 год — Ninja Hattori-kun Plus Paaman: Chounouryoku Wars (Пако);
- 1985 год — Привидение Кью-Таро (ТВ-3) (Ю-ко);
- 1985 год — Люпен III: Легенда о золоте Вавилона (фильм третий) (Фудзико Минэ);
- 1986 год — Привидение Кью-Таро (фильм первый) (Ю-ко);
- 1987 год — Lady Lady!! (Мадлен);
- 1988 год — Shoukoushi Cedie (Мина);
- 1989 год — Люпен III: Похищение статуи Свободы (спецвыпуск 01) (Фудзико Минэ);
- 1990 год — Heisei Tensai Bakabon (Мама Бакабона);
- 1990 год — Люпен III: Бумаги Хемингуэя (спецвыпуск 02) (Фудзико Минэ);
- 1991 год — Люпен III: Словарь Наполеона (спецвыпуск 03) (Фудзико Минэ);
- 1992 год — Люпен III: Из России с любовью (спецвыпуск 04) (Фудзико Минэ);
- 1993 год — Люпен III: Опасный вояж (спецвыпуск 05) (Фудзико Минэ);
- 1994 год — Люпен III: Роковой дракон (спецвыпуск 06) (Фудзико Минэ);
- 1994 год — Красавица-воин Сейлор Мун Эс — Фильм (Снежная принцесса Кагуя);
- 1995 год — Люпен III: К черту Нострадамуса! (фильм пятый) (Фудзико Минэ);
- 1995 год — Люпен III: Погоня за сокровищами Харимао (спецвыпуск 07) (Фудзико Минэ);
- 1996 год — Люпен III: Живым или мёртвым (фильм шестой) (Фудзико Минэ);
- 1996 год — Люпен III: Тайна алмазов-близнецов (спецвыпуск 08) (Фудзико Минэ);
- 1997 год — Блеск Малышки Хани (ТВ) (Мицуко Кандзаки);
- 1997 год — Люпен III: Вальтер P-38 (спецвыпуск 09) (Фудзико Минэ);
- 1998 год — Люпен III: Токийский кризис (спецвыпуск 10) (Фудзико Минэ);
- 1999 год — Люпен III: Несчастливые дни Фудзико (спецвыпуск 11) (Фудзико Минэ);
- 2000 год — Люпен III: Война из-за одного доллара (спецвыпуск 12) (Фудзико Минэ);
- 2001 год — Люпен III: Алькатразская связь (спецвыпуск 13) (Фудзико Минэ);
- 2002 год — Люпен III: Возвращение волшебника (Фудзико Минэ);
- 2002 год — Люпен III Эпизод 0: Первый контакт (спецвыпуск 14) (Фудзико Минэ);
- 2003 год — Люпен III: Операция по возврату сокровища (спецвыпуск 15) (Фудзико Минэ);
- 2004 год — Люпен III: Украденный Люпен (спецвыпуск 16) (Фудзико Минэ);
- 2005 год — Люпен III: Тактика Ангелов (спецвыпуск 17) (Фудзико Минэ);
- 2006 год — Люпен III: Семидневная Рапсодия (спецвыпуск 18) (Фудзико Минэ);
- 2007 год — Люпен III: Неуловимый, как туман (спецвыпуск 19) (Фудзико Минэ);
- 2008 год — Люпен III: Зеленый против Красного (Фудзико Минэ);
- 2008 год — Люпен III: Волшебная лампа — предвестник кошмара (спецвыпуск 20) (Фудзико Минэ);
- 2009 год — Люпен III против Детектива Конана (Фудзико Минэ);
- 2010 год — Люпен III: Последняя работа (спецвыпуск 21) (Фудзико Минэ)